# روزولت (نیویورک)
روزولت (به انگلیسی: Roosevelt) یک منطقهٔ مسکونی در ایالات متحده آمریکا است که در شهرستان نساو، نیویورک واقع شده‌است. روزولت ۴٫۶ کیلومتر مربع مساحت و ۱۶٬۲۵۸ نفر جمعیت دارد و ۱۲ متر بالاتر از سطح دریا واقع شده‌است.